# Экерн, Марит
Марит Экерн Йенсен (норв. Marit Økern Jensen; родилася 4 апреля 1938 года) — норвежская ориентировщица, серебряный призёр Чемпионата Европы. Дочь норвежского лыжника Харальда Экерна.

## Карьера
Выросла в спортивной семье. Ее отец Харальд Экерн был известным лыжником, дважды побеждал на Хольменколленском лыжном фестивале и выступал на Олимпиаде в Шамони. Кузен Олав Экерн также был лыжником и участвовал в Олимпиаде в Санкт-Морице.
Марит Экерн, как и отец, выступала за Берумс Скиклуб. В 1959 году она впервые выиграла национальный чемпионат в индивидуальной дисциплине. В течение следующих четырех лет Марит Экерн завоёвывала золотые медали. Лишь в 1964 году победная серия закончилась. Но в следующем году Марит снова стала чемпионом Норвегии. Также она трижды становилась обладательницей Королевского кубка, в 1962, 1963 и 1965 годах.
На первом Чемпионате Европы по спортивному ориентированию, в 1962 году Марит Экерн заняла второе место в индивидуальных соревнованиях среди женщин, уступив шведской атлетке Улли Линдквист. Также в составе норвежской команды она заняла второе место в неофициальных соревнованиях по эстафете. Хотя эти соревнования и проводились во время чемпионата, они не считались его частью. На следующем чемпионате, который состоялся в 1964 году, Марит заняла седьмое место в индивидуальных соревнованиях. На эстафете, которая на этот раз была признана частью чемпионата, норвежская команда заняла четвертое место.
Начиная с 1959 года Марит Экерн постоянно принимала участие в Чемпионате Северной Европы по спортивному ориентированию. На её первом чемпионате Марит заняла 11 место в индивидуальных соревнованиях. Через два года, на следующем чемпионате, она заняла пятое место. На чемпионате 1963 года Марит снова заняла пятое место в индивидуальных соревнованиях и завоевала золото в новой дисциплине — эстафете. 1965 года Марит Экерн заняла четвертое место в индивидуальных соревнованиях и в составе норвежской команды снова стала чемпионом. Следующий чемпионат состоялся в 1967 году и был менее удачным. В индивидуальных соревнованиях Экерн стала седьмой, а в эстафете завоевала серебряные награды. Это был последний чемпионат с участием Марит Экерн.